# Lago Bodom
Il lago Bodom (Bodominjärvi in finlandese, Bodom träsk in svedese) è un lago finlandese di circa 3 km2 situato nelle vicinanze di Espoo, a circa 22 km dalla capitale Helsinki.
Nel lago ci sono due piccole isole, Storören e Lillören. Vicino a quest'ultima isola vi è il punto più profondo del lago, a circa 13 m. L'emissario del lago Bodom è l'Espoonjoki, che a sua volta sfocia nel golfo di Finlandia.
Nella parte sud-orientale del lago è situato Oittaa, centro di attività all'aperto con spiaggia sabbiosa.
Il lago è stato oggetto di notorietà a causa del massacro del lago Bodom che ebbe luogo il 4 giugno 1960, in cui quattro adolescenti furono attaccati mentre accampati sulle sue sponde in circostanze mai del tutto chiarite, e tre di loro persero la vita.
Il gruppo dei Children of Bodom, i cui componenti sono originari proprio di Espoo, prende il nome proprio da questo lago.